# Lista celor mai bine vândute albume
Aceasta este o listă a celor mai bine vândute albume din toate timpurile. Lista cuprinde albumele care s-au vândut în cel puțin 20 de milioane de exemplare în întreaga lume. Albumele sunt ordonate în funcție de numărul de copii vândute. Această listă conține orice tip de album, inclusiv albume de studio, greatest hits, compilații, coloane sonore sau albume de remixuri.

### Legendă
| Semnificația culorilor | Semnificația culorilor       |
| ---------------------- | ---------------------------- |
|                        | Albume de studio             |
|                        | Greatest hits sau compilații |
|                        | Coloane sonore               |

## Peste 50 de milioane de copii
| Artist          | Album    | Data lansării | Gen          | Vânzări (milioane) | Sursă       |
| --------------- | -------- | ------------- | ------------ | ------------------ | ----------- |
| Michael Jackson | Thriller | 1982          | Pop/R&B/Rock | 110                | [ 1 ] [ 2 ] |

## 40–50 milioane de copii
| Artist                            | Album                           | Data lansării | Gen                     | Vânzări (milioane) | Sursă  |
| --------------------------------- | ------------------------------- | ------------- | ----------------------- | ------------------ | ------ |
| Pink Floyd                        | The Dark Side of the Moon       | 1973          | Rock progresiv          | 50                 | [ 3 ]  |
| AC/DC                             | Back in Black                   | 1980          | Hard rock / Heavy metal | 49                 | [ 4 ]  |
| Whitney Houston / Artiști variați | The Bodyguard                   | 1992          | Coloană sonoră          | 44                 | [ 5 ]  |
| Meat Loaf                         | Bat Out of Hell                 | 1977          | Rock                    | 43                 | [ 6 ]  |
| Eagles                            | Their Greatest Hits (1971–1975) | 1976          | Rock                    | 42                 | [ 7 ]  |
| Artiști variați                   | Dirty Dancing                   | 1987          | Dance / Pop             | 42                 | [ 1 ]  |
| Backstreet Boys                   | Millennium                      | 1999          | Pop                     | 40                 | [ 8 ]  |
| Bee Gees / Artiști variați        | Febra de sâmbătă seara          | 1977          | Disco                   | 40                 | [ 9 ]  |
| Fleetwood Mac                     | Rumours                         | 1977          | Rock                    | 40                 | [ 10 ] |

## 30-39 milioane de copii
| Artist            | Album                                 | Data lansării | Gen                        | Vânzări (milioane) | Sursă  |
| ----------------- | ------------------------------------- | ------------- | -------------------------- | ------------------ | ------ |
| Shania Twain      | Come On Over                          | 1997          | Country / Pop              | 39                 | [ 11 ] |
| Led Zeppelin      | Led Zeppelin IV                       | 1971          | Hard rock / Heavy metal    | 37                 | [ 12 ] |
| Alanis Morissette | Jagged Little Pill                    | 1995          | Rock                       | 33                 | [ 13 ] |
| The Beatles       | Sgt. Pepper's Lonely Hearts Club Band | 1967          | Rock                       | 32                 | [ 14 ] |
| Celine Dion       | Falling into You                      | 1996          | Pop                        | 32                 | [ 15 ] |
| Mariah Carey      | Music Box                             | 1993          | Pop / R&B                  | 32                 | [ 16 ] |
| Michael Jackson   | Dangerous                             | 1991          | Pop / R&B / New jack swing | 32                 | [ 17 ] |
| The Beatles       | 1                                     | 2000          | Rock                       | 31                 | [ 18 ] |
| Celine Dion       | Let's Talk About Love                 | 1997          | Pop                        | 31                 | [ 15 ] |
| Bee Gees          | Spirits Having Flown                  | 1979          | Disco / Pop                | 30                 | [ 16 ] |
| Bruce Springsteen | Born in the U.S.A.                    | 1984          | Rock                       | 30                 | [ 19 ] |
| Dire Straits      | Brothers in Arms                      | 1985          | Rock                       | 30                 | [ 20 ] |
| James Horner      | Titanic                               | 1997          | Coloană sonoră             | 30                 | [ 21 ] |
| Madonna           | The Immaculate Collection             | 1990          | Pop / Dance                | 30                 | [ 22 ] |
| Michael Jackson   | Bad                                   | 1987          | Pop / R&B                  | 30                 | [ 17 ] |
| Pink Floyd        | The Wall                              | 1979          | Rock progresiv             | 30                 | [ 23 ] |

## 20–29 milioane de copii
| Artist                   | Album                                        | Data lansării                 | Gen                                    | Vânzări (milioane) | Sursă         |
| ------------------------ | -------------------------------------------- | ----------------------------- | -------------------------------------- | ------------------ | ------------- |
| ABBA                     | ABBA Gold: Greatest Hits                     | 1992                          | Pop                                    | 28                 | [ 24 ]        |
| Backstreet Boys          | Backstreet's Back                            | 1997                          | Rock                                   | 28                 | [ 25 ]        |
| Bon Jovi                 | Slippery When Wet                            | 1986                          | Hard rock                              | 28                 | [ 26 ]        |
| Guns N' Roses            | Appetite for Destruction                     | 1987                          | Hard rock / Heavy metal                | 28                 | [ 27 ]        |
| Artiști variați          | Grease                                       | 1978                          | Pop                                    | 28                 | [ 21 ]        |
| Santana                  | Supernatural                                 | 1999                          | Rock                                   | 27                 | [ 28 ]        |
| Nirvana                  | Nevermind                                    | 1991                          | Grunge / Rock alternativ               | 26                 | [ 29 ]        |
| Britney Spears           | ...Baby One More Time                        | 1999                          | Pop                                    | 30                 | [ 30 ]        |
| Carole King              | Tapestry                                     | 1971                          | Pop                                    | 25                 | [ 31 ] [ 32 ] |
| Iron Butterfly           | In-A-Gadda-Da-Vida                           | 1968                          | Rock                                   | 25                 | [ 33 ]        |
| Mariah Carey             | Daydream                                     | 1995                          | Pop / R&B                              | 25                 | [ 34 ]        |
| Queen                    | Greatest Hits                                | 1981                          | Rock                                   | 25                 | [ 35 ]        |
| Simon & Garfunkel        | Bridge over Troubled Water                   | 1970                          | Folk rock                              | 25                 | [ 36 ]        |
| U2                       | The Joshua Tree                              | 1987                          | Rock                                   | 25                 | [ 37 ]        |
| Whitney Houston          | Whitney Houston                              | 1985                          | Pop / R&B                              | 25                 | [ 38 ]        |
| Backstreet Boys          | Black & Blue                                 | 2000                          | Pop                                    | 24                 | [ 25 ]        |
| Linkin Park              | Hybrid Theory                                | 2000                          | Nu metal / Rap metal / Rock alternativ | 24                 | [ 39 ]        |
| Madonna                  | True Blue                                    | 1986                          | Pop                                    | 24                 | [ 40 ]        |
| Eminem                   | The Marshall Mathers LP                      | 2000                          | Hip hop                                | 23                 | [ 41 ]        |
| Ace of Base              | Happy Nation/The Sign                        | 1994                          | Pop                                    | 23                 | [ 42 ]        |
| Spice Girls              | Spice                                        | 1996                          | Pop                                    | 23                 | [ 43 ]        |
| Oasis                    | (What's the Story) Morning Glory?            | 1995                          | Britpop / Rock                         | 22                 | [ 44 ] [ 45 ] |
| Dido                     | No Angel                                     | 1999                          | Pop                                    | 21                 | [ 46 ]        |
| Madonna                  | Like A Virgin                                | 1984                          | Pop / Dance                            | 21                 | [ 47 ]        |
| Billy Ray Cyrus          | Some Gave All                                | 1992                          | Country                                | 20                 | [ 48 ]        |
| Bob Marley & The Wailers | Legend: The Best of Bob Marley & The Wailers | 1984                          | Reggae                                 | 20                 | [ 49 ]        |
| Blondie                  | Parallel Lines                               | 1978                          | Rock                                   | 20                 | [ 50 ]        |
| Bon Jovi                 | Cross Road                                   | 1994                          | Rock                                   | 20                 | [ 51 ]        |
| Britney Spears           | Oops!... I Did It Again                      | 2000                          | Pop                                    | 24                 | [ 52 ]        |
| Cher                     | Believe                                      | 1999 \| align="center" \| Pop | 20                                     | [ 53 ]             |               |
| Def Leppard              | Hysteria                                     | 1987                          | Rock                                   | 20                 | [ 54 ]        |
| George Michael           | Faith                                        | 1987                          | Pop / R&B                              | 20                 | [ 55 ]        |
| Janet Jackson            | janet.                                       | 1993                          | Pop / R&B                              | 20                 | [ 56 ]        |
| Madonna                  | Ray of Light                                 | 1998                          | Pop / Electronică                      | 20                 | [ 57 ]        |
| Michael Jackson          | HIStory: Past, Present and Future, Book I    | 1995                          | Pop/Rock/R&B                           | 20                 | [ 58 ]        |
| Michael Jackson          | Off the Wall                                 | 1979                          | Pop/Disco/R&B                          | 20                 | [ 58 ]        |
| Norah Jones              | Come Away with Me                            | 2002                          | Jazz                                   | 20                 | [ 59 ]        |
| Prince & the Revolution  | Purple Rain                                  | 1984                          | Rock                                   | 20                 | [ 21 ]        |
| Spice Girls              | Spiceworld                                   | 1997                          | Pop                                    | 20                 | [ 60 ]        |
| Tina Turner              | Private Dancer                               | 1984                          | Rock                                   | 20                 | [ 61 ]        |
| Usher                    | Confessions                                  | 2004                          | R&B                                    | 20                 | [ 62 ]        |